# Atractodes cryptobius
Atractodes cryptobius är en stekelart som beskrevs av Forster 1876. Atractodes cryptobius ingår i släktet Atractodes och familjen brokparasitsteklar. Arten är reproducerande i Sverige. Inga underarter finns listade.